# Cartworth
Cartworth – osada w Anglii, w hrabstwie West Yorkshire, w dystrykcie Kirklees, w civil parish Holme Valley. Leży 10 km od miasta Huddersfield. W 1911 roku civil parish liczyła 1743 mieszkańców. Cartworth jest wspomniana w Domesday Book (1086) jako Cheteruurde/Cheteuuorde.